# ملعب تيين ترونغ
ملعب تيين ترونغ المعروف سابقا باسم ملعب تشوا كووي هو ملعب متعدد الاستخدام يقع في مدينة نام دينه الفيتنامية . غالبا ما يتم استخدامه لمباريات كرة القدم . يسع الملعب لجلوس 30 ألف متفرج . يعتبر الملعب الرسمي الذي يخوض فيه نادي نام دينه مبارياته . تم افتتاح الملعب في سنة 2003 .